# Larry Pearson
Larry Pearson (* 2. November 1953) ist ein ehemaliger US-amerikanischer NASCAR-Rennfahrer. Er ist der Sohn des dreifachen Winston-Cup-Champions David Pearson und gewann die Meisterschaft in der Busch Grand National Series, der heutigen Nationwide Series, in den Jahren 1986 und 1987.

## Karriere
Larry Pearson startete seine Karriere im professionellen Motorsport am 29. Mai 1982 in der Budweiser Late Model Sportsman Series, der heutigen Nationwide Series, im Mello Yello 300 auf dem Lowe’s Motor Speedway. Er fuhr einen Pontiac mit der Startnummer 21, dessen Besitzer sein Vater David Pearson war. Im selben Jahr nahm er noch an zwei weiteren Rennen teil, die er beide auf Platz acht beendete. In den beiden folgenden Jahren fuhr Pearson über die Saison verteilt einige Rennen, die er mit recht guten Ergebnissen beenden konnte.
In der Saison 1985 bestritt Pearson erstmals alle Saisonrennen und wurde Dritter in der Gesamtwertung hinter Jimmy Hensley und Jack Ingram. Er gewann zwar nur zwei Rennen, brachte den Wagen aber in fast jedem Rennen in die Top 10. 1986 steigerte Pearson sich noch etwas, so dass es zum Titelgewinn reichte. Doch der Vorsprung auf den Zweiten der Gesamtwertung betrug nur sieben Punkte. Die Saison 1987 verlief noch besser für Pearson und er gewann souverän den Titel. Die darauffolgende war für ihn die vorerst Letzte als Vollzeitfahrer. Bis zu diesem Zeitpunkt ist er nahezu jedes Rennen, an dem er teilnahm, in der Startnummer 21 seines Vaters gefahren.
Im Jahre 1989 bestritt er seine erste Winston-Cup-Saison als Vollzeitfahrer. Wie auch in der Busch Grand National Series fuhr er für das Team seines Vaters. Dabei pilotierte er einen Buick mit der Startnummer 16. Er war jedoch nicht so erfolgreich wie erhofft. Nur zweimal gelang es ihm den Wagen in die Top 10 zu bringen. In der Gesamtwertung reichte es nur zu Platz 23. In den kommenden Jahren fuhr er nur noch wenige Cup-Rennen, in denen er nichts Bemerkenswertes mehr erreichte. Am 17. November 1991 bestritt Pearson auf dem Atlanta Motor Speedway sein letztes Cup-Rennen.
1993 kehrte Pearson in die Busch Grand National Series zurück, fuhr jedoch nicht mehr im Team seines Vaters. Er konnte nicht mehr an seine alten Leistungen anknüpfen. In der Saison 1995 gewann Pearson nochmal zwei Rennen, doch die Saison im Allgemeinen war eher durchwachsen. Die Saison 1996, seine letzte als Vollzeitfahrer, beendete er auf dem für ihn nicht akzeptablen 16. Platz der Gesamtwertung. Am 12. Juli 1999 beendete er auf dem South Boston Speedway seine Rennfahrer-Karriere.